# Stalin (Teatr Telewizji)
Stalin – spektakl Teatru Telewizji, dramat z 1992 roku w reżyserii Kazimierza Kutza, na podstawie sztuki naturalizowanego w Niemczech chilijskiego pisarza Gastona Salvatore, w przekładzie Ryszarda Turczyna. 

## Obsada
- Jerzy Trela jako Józef Stalin
- Tadeusz Łomnicki jako Icyk Sager

## Fabuła
W środku nocy Stalin każe sprowadzić do swojego mieszkania Icyka Sagera – aktora odtwarzającego rolę Króla Leara Williama Shakespeare’a (pierwowzorem postaci Sagera był Solomon Michoels, aktor żydowskiego pochodzenia, również odtwórca Leara, który zginął w 1948 roku w Mińsku wepchnięty pod ciężarówkę przez agentów MGB). Nawiązuje z nim rozmowę, która z sympatycznej powoli przeistacza się w nieprzyjemną, gdyż Stalin uprzednio dowiedział się, że kreacja Sagera, jak i całe przedstawienie, odbierana jest przez publiczność jako nieprzychylny dyktatorowi komentarz do bieżącej sytuacji politycznej w Związku Radzieckim.
Stalin rozpoczyna z Sagerem drobiazgową analizę dramatu Shakespeare’a, która przekształca się w nękanie aktora. Stalin zagłębia się w jego przeszłość, rzekome powiązania ze spiskowcami – syjonistami, pobyt w więzieniu. Po pierwszej rozmowie następują kolejne. Sager zaczyna rozumieć, że grozi mu śmiertelne niebezpieczeństwo, zwłaszcza że przywódca ZSRR informuje go o aresztowaniu jego syna Jurija. Icyk podejmuje grę o życie.